# Moçambique i olympiska sommarspelen 2008
Moçambique deltog i olympiska sommarspelen 2008 som ägde rum i Peking i Kina. Ingen av landets deltagare erövrade någon medalj.

## Friidrott
- Huvudartikel: Friidrott vid olympiska sommarspelen 2008

Förkortningar
- Notera – Placeringar gäller endast den tävlandes eget heat
- Q = Kvalificerade sig till nästa omgång via placering
- q = Kvalificerade sig på tid eller, i fältgrenarna, på placering utan att ha nått kvalgränsen
- NR = Nationellt rekord
- N/A = Omgången inte möjlig i grenen
- Bye = Idrottaren behövde inte delta i omgången

Herrar
Bana och väg
| Idrottare  | Gren       | Heat                           | Heat                           | Semifinal                      | Semifinal                      | Final                          | Final                          |
| Idrottare  | Gren       | Resultat                       | Placering                      | Resultat                       | Placering                      | Resultat                       | Placering                      |
| ---------- | ---------- | ------------------------------ | ------------------------------ | ------------------------------ | ------------------------------ | ------------------------------ | ------------------------------ |
| Kurt Couto | 400 m häck | Drog sig ur av personliga skäl | Drog sig ur av personliga skäl | Drog sig ur av personliga skäl | Drog sig ur av personliga skäl | Drog sig ur av personliga skäl | Drog sig ur av personliga skäl |

Damer
Bana och väg
| Idrottare    | Gren  | Heat     | Heat      | Semifinal | Semifinal | Final    | Final     |
| Idrottare    | Gren  | Resultat | Placering | Resultat  | Placering | Resultat | Placering |
| ------------ | ----- | -------- | --------- | --------- | --------- | -------- | --------- |
| Maria Mutola | 800 m | 1:58.91  | 1 Q       | 1:58.61   | 2 Q       | 1:57.68  | 5         |

## Judo
Herrar
| Idrottare     | Gren                   | Inledande omgång     | Sextondelsfinal          | Åttondelsfinal       | Kvartsfinal          | Semifinal            | Återkval 1           | Återkval 2           | Återkval 3           | Final / BM           | Final / BM       |
| Idrottare     | Gren                   | Motståndare Resultat | Motståndare Resultat     | Motståndare Resultat | Motståndare Resultat | Motståndare Resultat | Motståndare Resultat | Motståndare Resultat | Motståndare Resultat | Motståndare Resultat | Placering        |
| ------------- | ---------------------- | -------------------- | ------------------------ | -------------------- | -------------------- | -------------------- | -------------------- | -------------------- | -------------------- | -------------------- | ---------------- |
| Edson Madeira | Halv lättvikt (-66 kg) | BYE                  | Elmont (NED) L 0000–1000 | Gick inte vidare     | Gick inte vidare     | Gick inte vidare     | Gick inte vidare     | Gick inte vidare     | Gick inte vidare     | Gick inte vidare     | Gick inte vidare |

## Simning
- Huvudartikel: Simning vid olympiska sommarspelen 2008